# Las piedras de Luna
Las piedras de Luna es un cortometraje que trata sobre la conciliación familiar desde la mirada de una niña con guion y dirección de la cineasta española Patricia de Luna que combina imagen real con animación. Protagonizada por Carla Nieto y Ángela Tejedor. Se estrena en el Festival Internacional de Cine de Gijón 2024.

## Argumento
Cuenta la historia de Luna, una niña de seis años con una gran imaginación, capaz de crear todo un mundo de fantasía en el que se sumerge cada vez que su madre se aleja de ella para cumplir con su trabajo de auxiliar de vuelo. De cada país al que viaja, la madre de Luna le trae una piedra y le cuenta una historia. 
La madre alimenta la desbordante imaginación de Luna con historias de los lugares a los que viaja, creando un mundo de luz y color en el que ambas se introducen para suavizar las ausencias y mezcla imagen real con animación.

## Reparto
- Carla Nieto, madre de Luna
- Ángela Tejedor, Nerea, niñera de Luna
- Luna Mattiazzo,
- Gianni Mattiello

## Equipo técnico
- Dirección y guion: Patricia de Luna,

- Directora de Fotografía: Isabel Ruiz. Ha trabajado en el multipremiado documental Las maestras de la República (2013)Goya 2014[2] o El talento de las moscas (2007) de Laura Sipán, premio a la mejor fotografía en el Festival de cine de Girona.[3]
- Banda sonora: Isabel Royán, compositora, orquestradora y artista sonora.
- Animación: Sara Garcia y Mirian Garcia
- Diseño sonoro y mezcla: Christian Tapia

## Producción
El corto fue cofinanciado con una campaña de micromecenazgo.

## Contexto

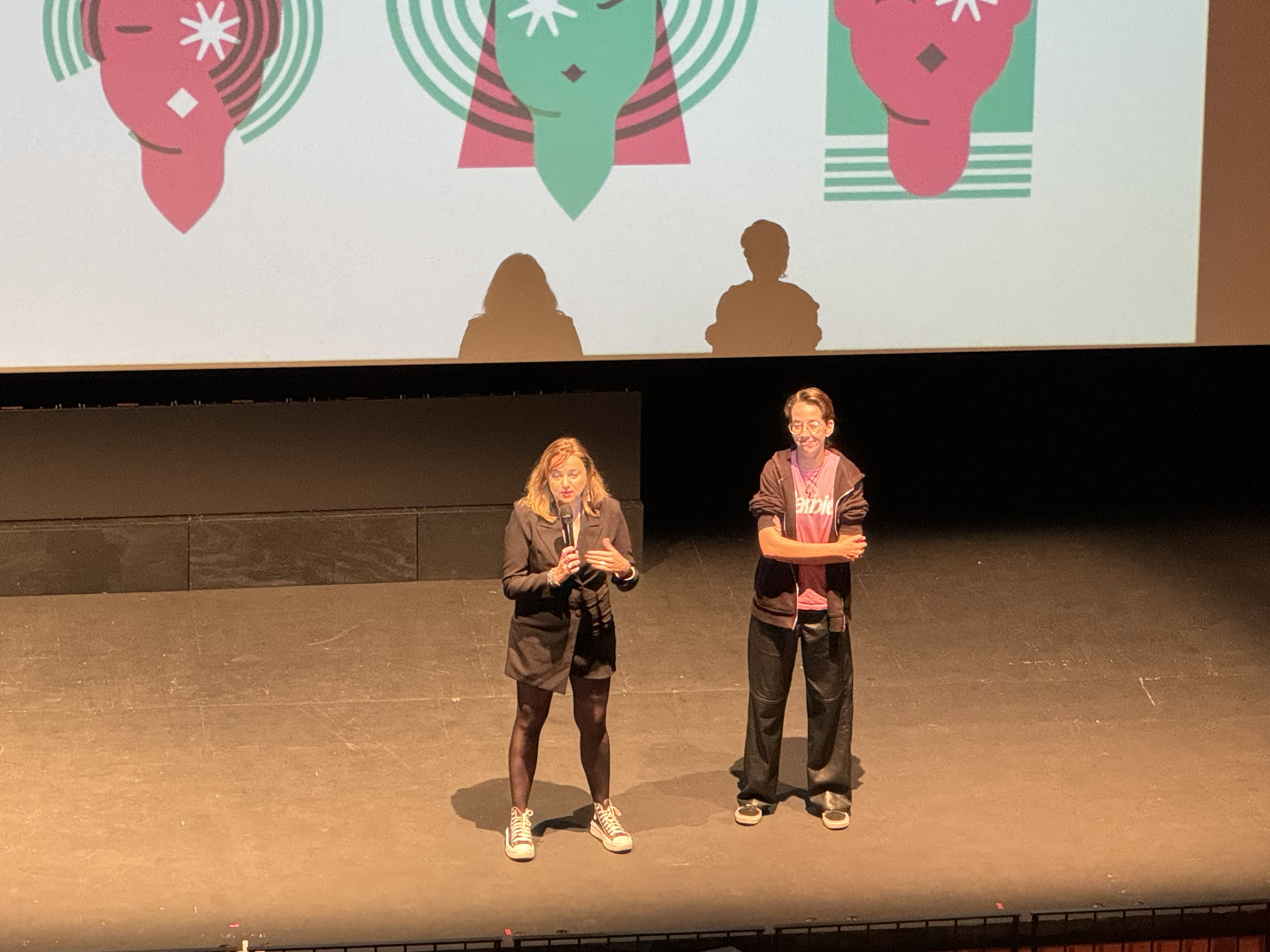
Patricia de Luna, directora, presentando el corto en el FICX62 - Teatro La Laboral - 2024

El cortometraje trata de la conciliación familiar desde la mirada de una niña, contado como una fábula. Pone en valor el cuidado de los hijos y la maternidad sin tener que renunciar al trabajo. Luna, la niña que interpreta el personaje de Luna, es la propia hija de la directora y guionista. “Cada día son muchos los padres y madres que renuncian a su carrera profesional o a aumentar la familia ante las dificultades que supone la conciliación entre la vida personal y laboral. Hace años viví en primera persona cómo mis ausencias laborales afectaban mucho a mi hija. Por eso comencé a escribir en un diario las propias contradicciones y sentimientos. Cuando se lo leí a mi hija me di cuenta de que yo lo vivía de manera dramática y ella como un cuento y este fue el punto de partida para crear esta historia”  ha explicado la directora y guionista Patricia de Luna.

## Estreno y recepción
El estreno en España del cortometraje se produce en el FICX 62, Festival Internacional de Cine de Gijón, Sección Enfants Terribles 2024